# Anna Morandi Manzolini
Pour les articles homonymes, voir Morandi.
Anna Morandi Manzolini, née en 1714 à Bologne (Italie) et morte en 1774 dans cette même ville, est une céroplasticienne et anatomiste italienne.

## Biographie
Anna Morandi est née à Bologne en 1714.
Elle apprend le dessin et la sculpture auprès de Giuseppe Carlo Pedretti et Francesco Monti.
En 1740, elle épouse Giovanni Manzolini, anatomiste et professeur d'anatomie à l'université de Bologne. Elle apprend l'anatomie en autodidacte, dans les livres et grâce à la dissection de cadavres.
Le couple a huit enfants dont la plupart décèdent en bas âge.

## Travaux et apport scientifique
Elle commence sa carrière de céroplasticienne en présentant ses sculptures anatomiques en cire, conjointement à celles de Giovanni Manzolini, assistant d'Ercole Lelli,. Ses réalisations en cire sont remarquées pour leur précision anatomique et leurs qualités plastiques.
Elle publie un ouvrage sur ses notes anatomiques, et apporte quelques précisions aux connaissances de ses pairs : on lui doit par exemple la détermination du point d'insertion du muscle oblique de l'œil.
Elle réalise également des portraits et des sculptures en cire à des fins purement artistiques : portraits de membres de sa famille, d'amis, sculptures à caractère religieux. Deux de ses bustes sont exposées au Palazzo Poggi de Bologne : l'un est un autoportrait où l'on peut la voir en train de disséquer un cerveau humain ; l'autre représente son mari qui dissèque un cœur,. Le portrait d'un homme en cire colorée, qui se trouve actuellement au Victoria and Albert Museum de Londres, est également considéré comme étant à sa manière plutôt qu'à celle de son mari.
En 1755, elle est élue à l'académie Clémentine (académie des beaux-arts de Bologne) en 1755.
Après la mort de Giovanni Manzolini, Anna Morandi Manzolini reprend la chaire d'anatomie qu'il dirigeait à l'Université de Bologne en 1756.
Au niveau de sa pratique artistique, elle se spécialise dans les structures anatomiques complexes : organes liés à la perception des sens, système veineux et artériel, appareil uro-génital, obstétrique.
Plusieurs de ses sculptures serviront de matériel pédagogique aux étudiants en médecine, grâce à leur précision et l'approche pédagogique de l'artiste dans ses représentations (légende, notes additionnelles). On lui doit également la détermination du point d'insertion du muscle oblique de l'œil.
Sa renommée grandit : elle est élue en 1761 à l'académie du dessin de Florence. Elle est invitée dans plusieurs villes, et par plusieurs souverains, notamment à Londres et à Saint-Pétersbourg. Cependant, pour des raisons financières et de santé, elle n'aime pas voyager et se fait pardonner ses refus de ces invitations en leur envoyant quelques-unes de ses sculptures. Son succès est remarquable : l’anatomie est, à l'époque, un métier réservé aux hommes : sa pratique et sa position d'enseignante dans ce domaine font exception.
En 1765, à la suite de difficultés financières et du refus du Sénat d'augmenter son revenu annuel, elle accepte l'hospitalité du sénateur Girolamo Ranuzzi en échange de moulages en cire. Elle meurt en 1774,. Deux ans après sa mort, le Sénat de Bologne rachète les sculptures anatomiques qu'elle possède pour les confier au musée de l'Université de la ville,.
Le cratère vénusien Manzolini a été nommé en son honneur.

## Galerie

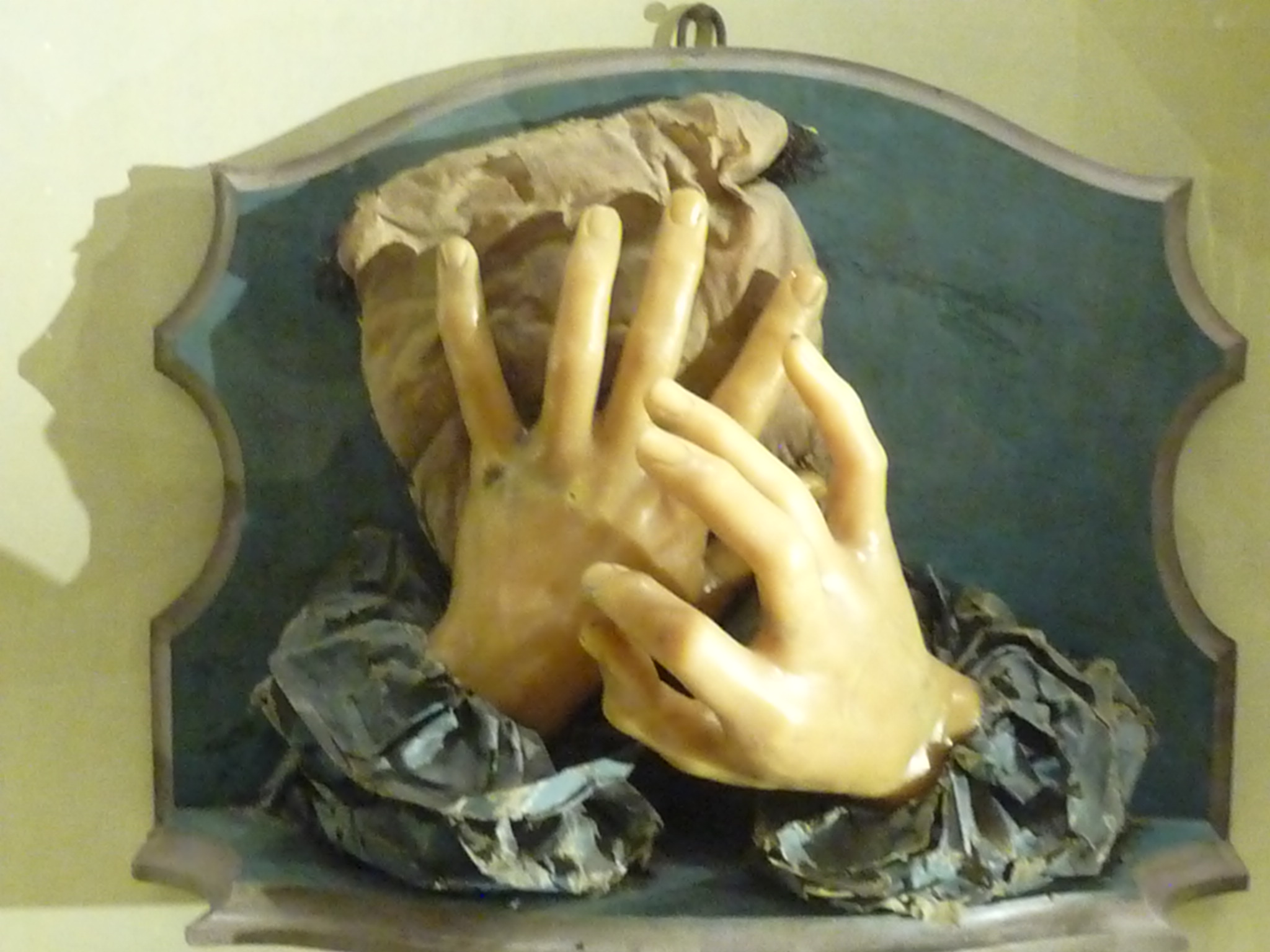
Mains, modèle anatomique d'Anna Morandi
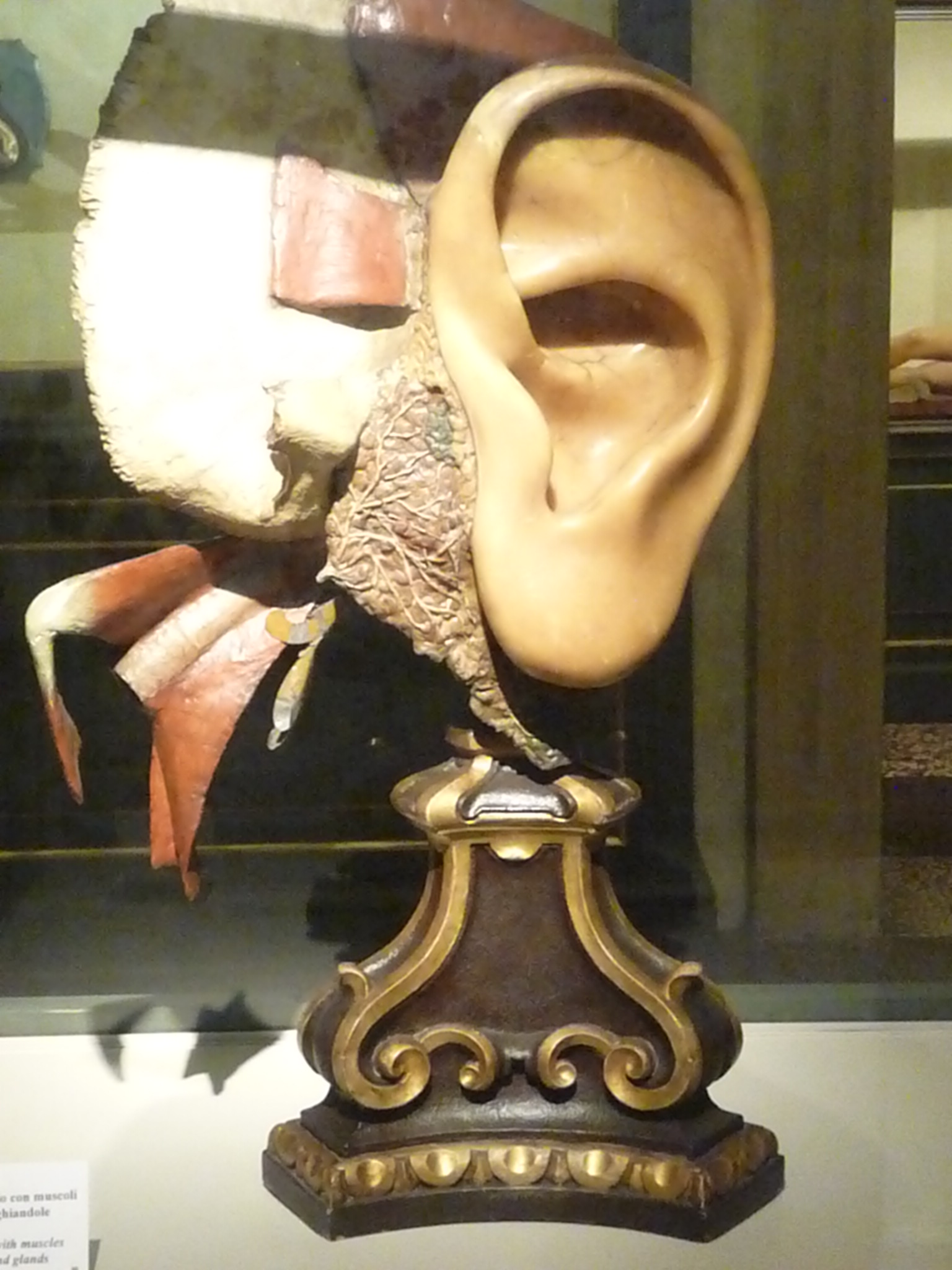
Oreille

## Titres et reconnaissances officielles
- Professeure en anatomie, par l'Institut de Bologne, décerné en 1756[10]
- Modélisatrice, par l'Institut de Bologne, en 1760 (en plus de son titre de professeure en anatomie)[10]
- Membre officiel de l'Association Scientifique Royale de Russie, sur recommandation de l'impératrice Catherine II de Russie[11].
- Membre de la British Royal Society

Elle a également été reconnue par plusieurs chefs d’État européens contemporains, notamment :
- L'empereur Joseph II d'Autriche achète l'un de ses modèles et lui exprime son admiration pour son talent et ses réalisations[11].
- L'impératrice Catherine II de Russie l'invite à Moscou pour une conférence[11].